# Czalcewo (obwód smoleński)
Czalcewo (ros. Чальцево) – wieś (ros. деревня, trb. dieriewnia) w zachodniej Rosji, w osiedlu wiejskim Mierlinskoje rejonu krasninskiego w obwodzie smoleńskim.

## Geografia
Miejscowość położona jest w dorzeczu Wichry, 14 km od drogi federalnej R135 (Smoleńsk – Krasnyj – Gusino), 13 km od centrum administracyjnego osiedla wiejskiego (Mierlino), 21 km od centrum administracyjnego rejonu (Krasnyj), 33 km od Smoleńska, 25,5 km od najbliższego przystanku kolejowego (443 km).
W granicach miejscowości znajdują się ulice: Lesnaja, Ługowaja.

## Demografia
W 2010 r. miejscowość liczyła sobie 1 mieszkańca.